# Fuglekoloni
En fuglekoloni er en stor samling af en eller flere arter af fugle som laver reder og/eller yngler tæt sammen.
Arter som ikke forsvarer et territorium med hensyn til føde såsom havfugle og sejlere, yngler ofte i kolonier i stedet. Dette anses for at skaffe beskyttelse mod prædatorer. Kolonirugende fugle forsvarer kun selve redepladsen og konkurrencen mellem og indenfor arterne om disse redepladser kan være meget stor.
Eksemler på kolonirugende fugle er måger, skarver alkefugle og albatrosser, pingviner, hejrer, råger og digesvaler.